# Гейгер, Ханс
Йоханнес (Ханс) Вильгельм Гейгер (нем. Johannes "Hans" Wilhelm Geiger; 30 сентября 1882, Нойштадт — 24 сентября 1945, Потсдам) — немецкий физик, первым создавший детектор альфа-частиц и других ионизирующих излучений. Изобрёл в 1908 году счётчик Гейгера. В 1911 году с Дж. Неттоллом открыл закон Гейгера — Неттолла.

## Биография
Родился в семье востоковеда и буддолога Вильгельма Гейгера. Получив в 1906 году степень доктора наук в Университете Эрлангена (Германия), Гейгер вскоре стал работать в Манчестерском университете. Там он стал одним из ценнейших коллег Резерфорда. Он построил первый счётчик заряженных частиц, разновидность которого в дальнейшем применялась в экспериментах по определению строения атома.
Переехав в Немецкий национальный научно-технологический институт (Берлин), он продолжил изучение атомной структуры. В 1925 году, приняв приглашение быть преподавателем в университете Киля, совместно с Вальтером Мюллером модернизирует счётчик частиц. Увеличена чувствительность счётчика, стало возможным обнаружение бета-частиц и ионизирующих электромагнитных фотонов. В университете в Тюбингене впервые наблюдал за потоком космических лучей; продолжал заниматься искусственной радиоактивностью, ядерным распадом.
В 1936 году он поступил на работу в Берлинский технический университет, где продолжал исследовать космические лучи, ядерное деление и искусственное излучение до своей смерти.

## Память
В 1970 году Международный астрономический союз присвоил имя Ханса Гейгера кратеру на обратной стороне Луны.